# Grasshopper Club Zürich
O Grasshopper Club Zürich (em inglês, Clube Gafanhoto de Zurique) também conhecido como GC, GCZ ou Grasshoppers, é uma agremiação de futebol da Suíça, fundado em 1886 e com sede na cidade de Zurique.
Manda seus jogos no Estádio Hardturm, construído em 1929, com capacidade atualmente para 17.600 lugares.
Na temporada de 2018/19 o clube foi rebaixado para a segunda divisão pela segunda vez, sendo que o primeiro rebaixamento, e único até então, foi ao final da década de 1940.
Além de sua equipe de futebol, o clube conta com equipes profissionais competitivos e em categorias inferiores no remo, hockey sobre gelo, hockey sobre grama, handball, tênis, curling, rugby, squash, floorball e futebol de praia.

## História
Fundado em 1886, por estudantes ingleses simpatizantes Blackburn Rovers, o Grasshopper Club é o maior vencedor do futebol suíço, tendo o maior número de títulos conquistados nesse país.
Em competições europeias o melhor resultado do Grasshopper Club veio em 1978 quando o time de Zurique, cidade germanófona de um país trilíngue, fez grande campanha e chegou às semifinais da Copa da UEFA, sendo eliminado pelo time do Sporting Club de Bastia (França).

## Excursões ao Brasil
Quatro passagens do Grasshopper Club pelo Brasil ficaram marcadas. Uma foi quando o time suíço veio disputar a Copa Rio de 1952, competição intercontinental de clubes da época, que teve como campeão o Fluminense.
Outra foi em 1993 quando venceu o Flamengo por 2 a 0 em jogo amistoso no Estádio da Gávea.
Em 17 de janeiro de 1986 esteve em São Paulo, enfrentando o Corinthians, com placar de 3 a 0 para o clube paulista.
Em 4 de fevereiro de 1986 esteve em Florianópolis, enfrentando o Avaí, com placar de 1 a 1
Em 1999 o clube esteve em Porto Alegre enfrentando o Internacional em partida amistosa, na reestreia de Dunga pelo clube gaúcho, em 26 de janeiro, com vitória de 3 a 0 para o Internacional.

## Principais títulos
- Campeonato Suíço: 27

(1897/98, 1899/00, 1900/01, 1904/05, 1920/21, 1926/27, 1927/28, 1930/31, 1936/37, 1938/39, 1941/42, 1942/43, 1944/45, 1951/52, 1955/56, 1970/71, 1977/78, 1981/82, 1982/83, 1983/84, 1989/90, 1990/91, 1994/95, 1995/96, 1997/98, 2000/01 e 2002/03)
- Copa da Suíça: 19

(1926, 1927, 1932, 1934, 1937, 1938, 1940, 1941, 1942, 1943, 1946, 1952, 1956, 1983, 1988, 1989, 1990, 1994 e 2013)
- Copa da Liga Suíça: 2

(1973 e 1975)
- Supercopa da Suíça: 1

(1989)
O título da temporada 1897/98 não é considerado oficial pela Associação Suíça de Futebol.
• Challenger League: 2020-21

### Título Amistoso
- Uhrencup: 1:

(2001)

## Participação em competições da UEFA
| Temporada | Competição                          | Fase              | Clube                 | Casa              | Fora       | Total                           |
| --------- | ----------------------------------- | ----------------- | --------------------- | ----------------- | ---------- | ------------------------------- |
| 1956–57   | European Cup                        | 1                 | Slovan UNV Bratislava | 2–0               | 0–1        | 2–1                             |
| 1956–57   | European Cup                        | Quartas de Final  | Fiorentina            | 2–2               | 1–3        | 3–5                             |
| 1968–69   | Taça das Cidades com Feiras         | 1                 | Napoli                | 1–0               | 1–3        | 2–3                             |
| 1970–71   | Taça das Cidades com Feiras         | 1                 | Dundee United         | 0–0               | 2–3        | 2–3                             |
| 1971–72   | European Cup                        | 1                 | Reipas Lahti          | 8–0               | 1–1        | 9–1                             |
| 1971–72   | European Cup                        | 2                 | Arsenal               | 0–2               | 0–3        | 0–5                             |
| 1972–73   | UEFA Cup                            | 1                 | Nîmes Olympique       | 2–1               | 2–1        | 4–2                             |
| 1972–73   | UEFA Cup                            | 2                 | Ararat Yerevan        | 1–3               | 2–4        | 3–7                             |
| 1973–74   | UEFA Cup                            | 1                 | Tottenham Hotspur     | 1–5               | 1–4        | 2–9                             |
| 1974–75   | UEFA Cup                            | 1                 | Panathinaikos         | 2–0               | 1–2        | 3–2                             |
| 1974–75   | UEFA Cup                            | 2                 | Real Zaragoza         | 2–1               | 0–5        | 2–6                             |
| 1975–76   | UEFA Cup                            | 1                 | Real Sociedad         | 3–3               | 1–1        | 4–4 (regra do gol fora de casa) |
| 1976–77   | UEFA Cup                            | 1                 | Hibernians            | 7–0               | 2–0        | 9–0                             |
| 1976–77   | UEFA Cup                            | 2                 | 1. FC Köln            | 2–3               | 0–2        | 2–5                             |
| 1977–78   | UEFA Cup                            | 1                 | BK Frem               | 6–1               | 2–0        | 8–1                             |
| 1977–78   | UEFA Cup                            | 2                 | TJ Internacionál      | 5–1               | 0–1        | 5–2                             |
| 1977–78   | UEFA Cup                            | 3                 | Dinamo Tbilisi        | 4–0               | 0–1        | 4–1                             |
| 1977–78   | UEFA Cup                            | Quartas de Final  | Eintracht Frankfurt   | 1–0               | 2–3        | 3–3 (regra do gol fora de casa) |
| 1977–78   | UEFA Cup                            | Semifinais        | SC Bastia             | 3–2               | 0–1        | 3–3 (regra do gol fora de casa) |
| 1978–79   | European Cup                        | 1                 | Valletta              | 8–0               | 5–3        | 13–3                            |
| 1978–79   | European Cup                        | 2                 | Real Madrid           | 2–0               | 1–3        | 3–3 (regra do gol fora de casa) |
| 1978–79   | European Cup                        | Quartas de Final  | Nottingham Forest     | 1–1               | 1–4        | 2–4                             |
| 1979–80   | UEFA Cup                            | 1                 | FC Progrès Niedercorn | 4–0               | 2–0        | 6–0                             |
| 1979–80   | UEFA Cup                            | 2                 | Ipswich Town          | 0–0               | 1–1        | 1–1 (regra do gol fora de casa) |
| 1979–80   | UEFA Cup                            | 3                 | VfB Stuttgart         | 0–2               | 0–3        | 0–5                             |
| 1980–81   | UEFA Cup                            | 1                 | Kjøbenhavns Boldklub  | 3–1               | 5–2        | 8–3                             |
| 1980–81   | UEFA Cup                            | 2                 | FC Porto              | 3–0 (Tempo extra) | 0–2        | 3–2                             |
| 1980–81   | UEFA Cup                            | 3                 | Torino                | 2–1               | 1–2        | 3–3 (Pênaltis)                  |
| 1980–81   | UEFA Cup                            | Quartas de Final  | FC Sochaux            | 0–0               | 1–2        | 1–2                             |
| 1981–82   | UEFA Cup                            | 1                 | West Bromwich Albion  | 1–1               | 3–1        | 4–1                             |
| 1981–82   | UEFA Cup                            | 2                 | Radnički Niš          | 2–0               | 0–2        | 2–2 (Pênaltis)                  |
| 1982–83   | European Cup                        | 1                 | Dynamo Kiev           | 0–1               | 0–3        | 0–4                             |
| 1983–84   | European Cup                        | 1                 | Dinamo Minsk          | 2–2               | 0–1        | 2–3                             |
| 1984–85   | European Cup                        | 1                 | Honvéd                | 3–1               | 1–2        | 4–3                             |
| 1984–85   | European Cup                        | 2                 | Juventus              | 2–4               | 0–2        | 2–6                             |
| 1987–88   | UEFA Cup                            | 1                 | Dynamo Moscow         | 0–4               | 0–1        | 0–5                             |
| 1988–89   | Taça dos Clubes Vencedores de Taças | 1                 | Eintracht Frankfurt   | 0–0               | 0–1        | 0–1                             |
| 1989–90   | Taça dos Clubes Vencedores de Taças | 1                 | Slovan Bratislava     | 0–3               | 4–0 (t.e.) | 4–3                             |
| 1989–90   | Taça dos Clubes Vencedores de Taças | 2                 | Torpedo Moscow        | 3–0               | 1–1        | 4–1                             |
| 1989–90   | Taça dos Clubes Vencedores de Taças | Quartas de Final  | Sampdoria             | 0–2               | 1–2        | 1–4                             |
| 2002–03   | UEFA Cup                            | 1                 | Zenit St. Petersburg  | 3–1               | 1–2        | 4–3                             |
| 2002–03   | UEFA Cup                            | 2                 | PAOK                  | 1–1               | 1–2        | 2–3                             |
| 2003–04   | UEFA Champions League               | Classificatória 3 | AEK                   | 1–0               | 1–3        | 2–3                             |
| 2003–04   | UEFA Cup                            | 1                 | HNK Hajduk Split      | 1–1               | 0–0        | 1–1 (regra do gol fora de casa) |
| 2005–06   | UEFA Cup                            | Classificatória 2 | Wisła Płock           | 1–0               | 2–3        | 3–3 (regra do gol fora de casa) |
| 2005–06   | UEFA Cup                            | 1                 | MyPa                  | 1–1               | 3–0        | 4–1                             |
| 2005–06   | UEFA Cup                            | Grupo D           | Middlesbrough         | 0–1               |            | 5.º Lugar                       |
| 2005–06   | UEFA Cup                            | Grupo D           | Litex Lovech          |                   | 1–2        | 5.º Lugar                       |
| 2005–06   | UEFA Cup                            | Grupo D           | Dnipro                | 2–3               |            | 5.º Lugar                       |
| 2005–06   | UEFA Cup                            | Grupo D           | AZ                    |                   | 0–1        | 5.º Lugar                       |
| 2006–07   | UEFA Cup                            | Classificatoria 2 | Videoton              | 2–0               | 1–1        | 3–1                             |
| 2006–07   | UEFA Cup                            | 1                 | Åtvidabergs           | 5–0               | 3–0        | 8–0                             |
| 2006–07   | UEFA Cup                            | Grupo C           | AZ                    | 2–5               |            | 5.º Lugar                       |
| 2006–07   | UEFA Cup                            | Grupo C           | Slovan Liberec        |                   | 1–4        | 5.º Lugar                       |
| 2006–07   | UEFA Cup                            | Grupo C           | Sevilla               | 0–4               |            | 5.º Lugar                       |
| 2006–07   | UEFA Cup                            | Grupo C           | Braga                 |                   | 0–2        | 5.º Lugar                       |
| 2008–09   | UEFA Cup                            | Classificatória 2 | Lech Poznań           | 0–0               | 0–6        | 0–6                             |
| 2010–11   | UEFA Europa League                  | Play-off          | FC Steaua Bucureşti   | 1–0               | 0–1        | 1–1 (Pênaltis)                  |
| 2013–14   | UEFA Champions League               | Classificatória 3 | Lyon                  | 0–1               | 0–1        | 0–2                             |
| 2013–14   | UEFA Europa League                  | Play-off          | Fiorentina            | 1–2               | 1–0        | 2–2 (regra do gol fora de casa) |
| 2014–15   | UEFA Champions League               | Classificatória 3 | Lille                 | 0–2               | 1–1        | 1–3                             |
| 2014–15   | UEFA Europa League                  | Play-off          | Club Brugge KV        | 0-1               | 1–2        | 1–3                             |